# Konake
Konake est un village du Cameroun situé dans le département du Haut-Nyong et la région de l'Est.
Il fait partie de la commune d’Angossas.

## Population
En 1966-1967, on y a dénombré 197 habitants.
Lors du recensement de 2005, Konake comptait 347 habitants.

## Développement
Selon le Plan Communal de Développement d’Angossas (2012), pour faire face à la faible production agricole, la mise en place d'une pépinière communale de cacao, café, palmiers à huile et bananiers plantain a été envisagé en 2012.
Afin d'améliorer la condition de l'éducation de base, l'affectation de deux enseignants qualifiés et la construction d'une salle de classe équipée ont été aussi planifiés.
La construction de deux puits /forages d’eau et l'aménagement de deux sources d'eau ont été également envisagés dans le but de faciliter l'accès à l'eau potable.
Le développement de l'exploitation des carrières de sable a été sollicité pour promouvoir l'économie locale.